# Canisius Bizimana
Canisius Bizimana (15 gennaio 1984) è un ex calciatore ruandese, di ruolo difensore.

## Carriera

### Club
Ha sempre giocato nel campionato ruandese.

### Nazionale
Con la Nazionale del suo paese ha preso parte alla Coppa d'Africa 2004.